# Narrativa digital
A narrativa digital, também conhecida por digital storytelling, define-se como sendo uma ferramenta digital que apoia os alunos na criação de trabalhos escolares (histórias). Esta ferramenta é bastante poderosa, interativa e muitas vezes presente em formato atraente e emocionalmente envolvente. Pode-se também definir como sendo um processo pelo qual diversas pessoas partilham a sua história de vida elaborada com criatividade.
Como diz Carvalho (2008): “A construção e produção de narrativas digitais constituem-se num processo de produção textual que assume o carácter contemporâneo dos recursos audiovisuais e tecnológicos capazes de modernizar 'o contar histórias', tornando-se uma ferramenta pedagógica eficiente e motivadora ao aluno, ao mesmo tempo em que agrega à prática docente o viés da inserção da realidade tão cobrada em práticas educativas.”
Segundo Paiva(2007): “com o advento das tecnologias computadorizadas novos formatos de produção de texto emergem nas práticas sociais da linguagem, dentre elas a narrativa multimodal e multimédia.” 
Na conceção de Vasconcelos e Magalhães (2010):“as tecnologias permitiram que a narrativa incorporasse outros meios no entanto elas mantêm o mesmo propósito, ou seja, na sua fundamentação os elementos básicos não se alteraram (enredo, narrador, personagem, tempo e espaço) mesmo com algumas mudanças consoantes a média utilizada.”

## Pontos chave
De acordo com Bernard R. Robin (2008), 00001010010454
uma narrativa digital é constituída por sete elementos básicos:
1. Ponto de vista – é o tópico principal e a opinião do autor em relação à narrativa;
2. A questão dramática – é o problema inicial que cativa o público até que no fim seja resolvido;
3. Conteúdo emocional – é a parte da estória que relaciona o autor ao público;
4. O poder da voz – é a voz do narrador. Dá vida á história e ajuda o público a compreender a mesma;
5. Fundo musical – é o elemento que embeleza e dá suporte à narrativa digital;
6. Economia – é a utilização de pouca informação por cada slide para não cansar o público;
7. Pacing (ritmo, entoação) – é o ritmo da história e a forma como esta contínua (rapidamente ou lentamente).

## Elementos constituintes
Uma narrativa digital é constituída por duas ordens de elementos que se articulam de maneira harmoniosa e complementar:
1. um conjunto de imagens fixas (fotos, grafismos) – banda visual
2. um conjunto de sons (palavras, música, ruídos, silêncio) – banda sonora.

## Tipo de documento
- Documental, quando se pretende apresentar testemunhos do que foi visto, ouvido e sentido. É o caso das histórias de vida.
- Sensibilização, quando se pretende despertar a sensibilidade do receptor, provocando participação e envolvimento.
- Evocativo, quando se procura criar um clima de encanto à volta de um determinado tema.
- Didático, quando se pretende veicular, com exactidão e clareza, um conjunto de conceitos e informações. É muito usado no ensino e na formação profissional.

## Organização dos elementos sonoros
- A música
- O comentário (palavra dita)
- Efeitos (ruídos e silêncios)

### O comentário
- Suscitar a interrogação, deixando ao espectador uma margem de interpretação;
- Completar a informação das imagens;
- Sugerir a interpretação de uma imagem, propondo-lhe uma nova significação;

#### Observações
- Só deve ser utilizado na medida em que for necessário, ou seja, num documento didático que desempenha um papel fundamental num documento de sensibilização ou evocativo deve ser breve e discreto.

- Deve dar-se atenção à acentuação, clareza e ritmo.

- Do comentário fazem parte a notícia, a entrevista, a reportagem e o testemunho.

#### Deve evitar-se
- As frases feitas e os lugares comuns;
- A repetição de palavras e o pleonasmo;
- As frases complicadas e longas;
- O tom sentencioso e magistral;
- As segundas intenções e os subentendidos;
- A descrição servil da imagem;
- As palavras de difícil dicção e compreensão.

### Música
- Quando limitada a um simples elemento de fundo, insípido e linear esquece a sua função estética e emocional;
- A música pode ser entendida como um segundo comentário, paralelo às imagens, que permite completar e aprofundar o seu conteúdo e reforçar e ampliar a sua significação;
- Quando mal selecionada pode imprimir um tom de mediocridade ao documento.

#### Deve evitar-se
- Uma grande variedade de temas musicais, tipo manta de retalhos;
- O uso de temas de filmes ou genéricos de programas de televisão ou rádio;
- Música clássica muito conhecida e vulgarizada, pois pode provocar dispersão;
- Transições bruscas, salvo se essa for a intenção;
- O corte brusco do elemento musical na introdução e conclusão do documento.